# 咸阳西站
咸阳西站是位于中华人民共和国陕西省咸阳市秦都区的一个四等普速铁路车站和二等高速铁路车站。普速场经行陇海铁路，建于1961年；高速场原名“咸阳秦都站”，开通于2013年，经行徐兰客运专线，2021年6月与普速场合并后名称统一为咸阳西站。

## 歷史
1961年，为进一步扩大西安铁路枢纽的范围，咸阳西站建成并作为会让站投入使用。2006年9月，咸阳西站随陇海线进行时速200公里提速改造。2013年12月28日，咸阳秦都站随西宝客运专线通车启用。
2021年6月30日，咸阳西站与咸阳秦都站正式合并，统一命名为“咸阳西站”，设一站两场，其中原咸阳秦都站为咸阳西高速场、原咸阳西站为咸阳西普速场；两场站台间不互通。9月18日，普速场新建候车室启用，与原高速场候车室通过站内地下通道连通；同日，陇海线管内动集动车组列车开始于普速场办理客运业务。同年10月11日起，随新列车运行图实施，本站普速场开始办理普速列车客运业务；在此之前，咸阳西站普速场主要承担货场、彩虹厂专用线调车等货运作业任务。

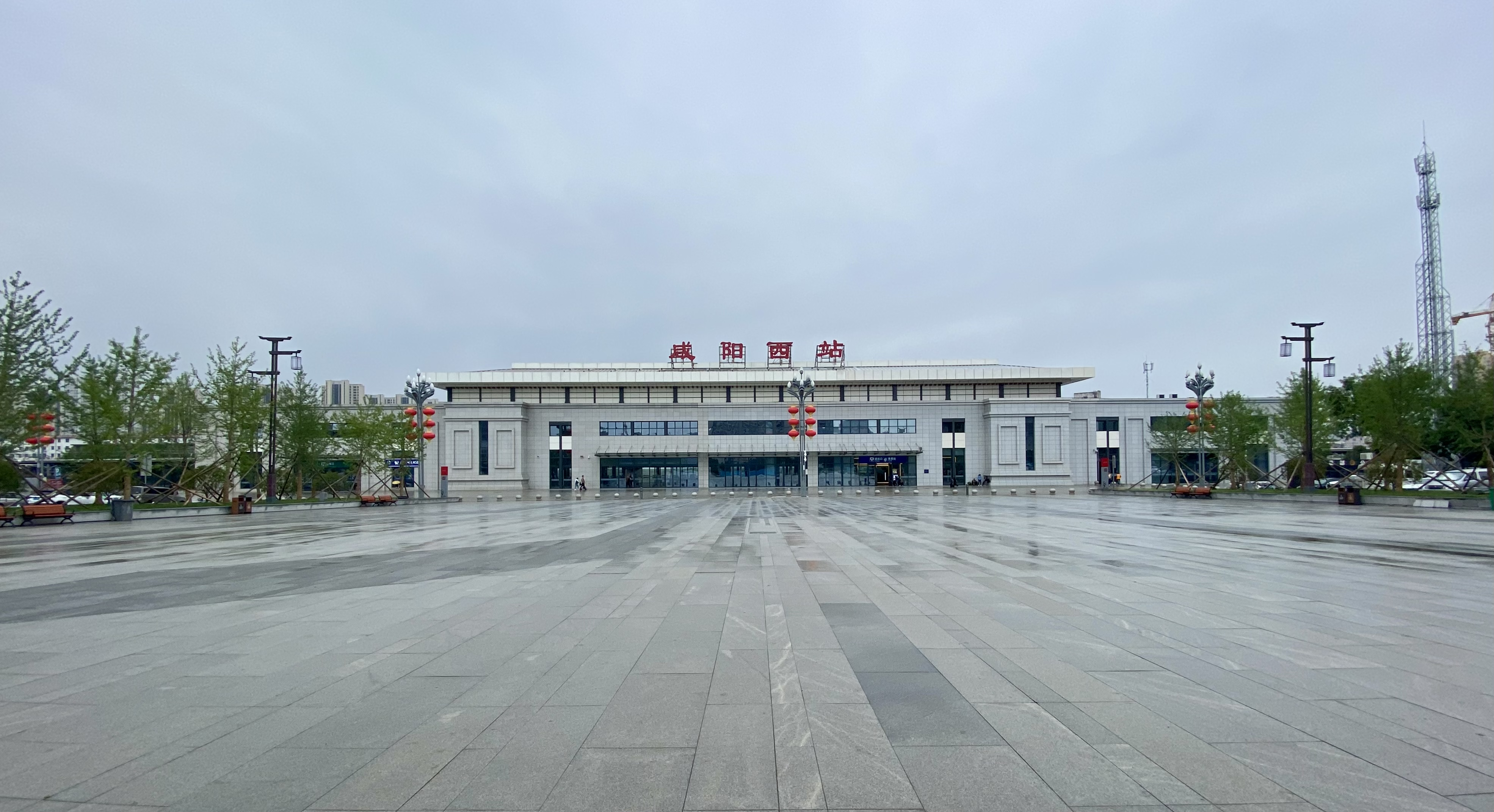
咸阳西站北广场（2023年）
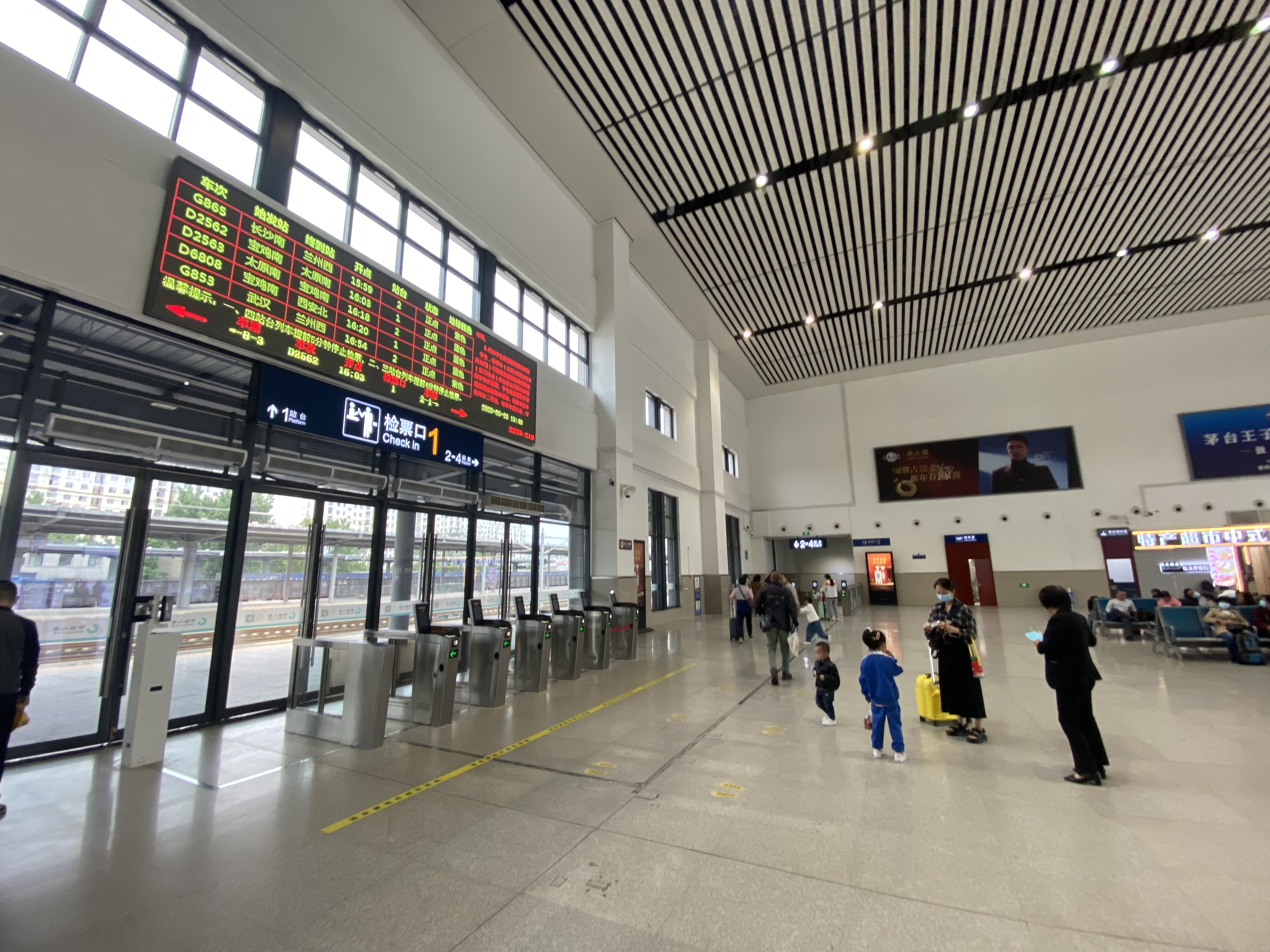
高速场站房内的候车大厅。旅客可以通过地下通道（右）前往普速场站台候车
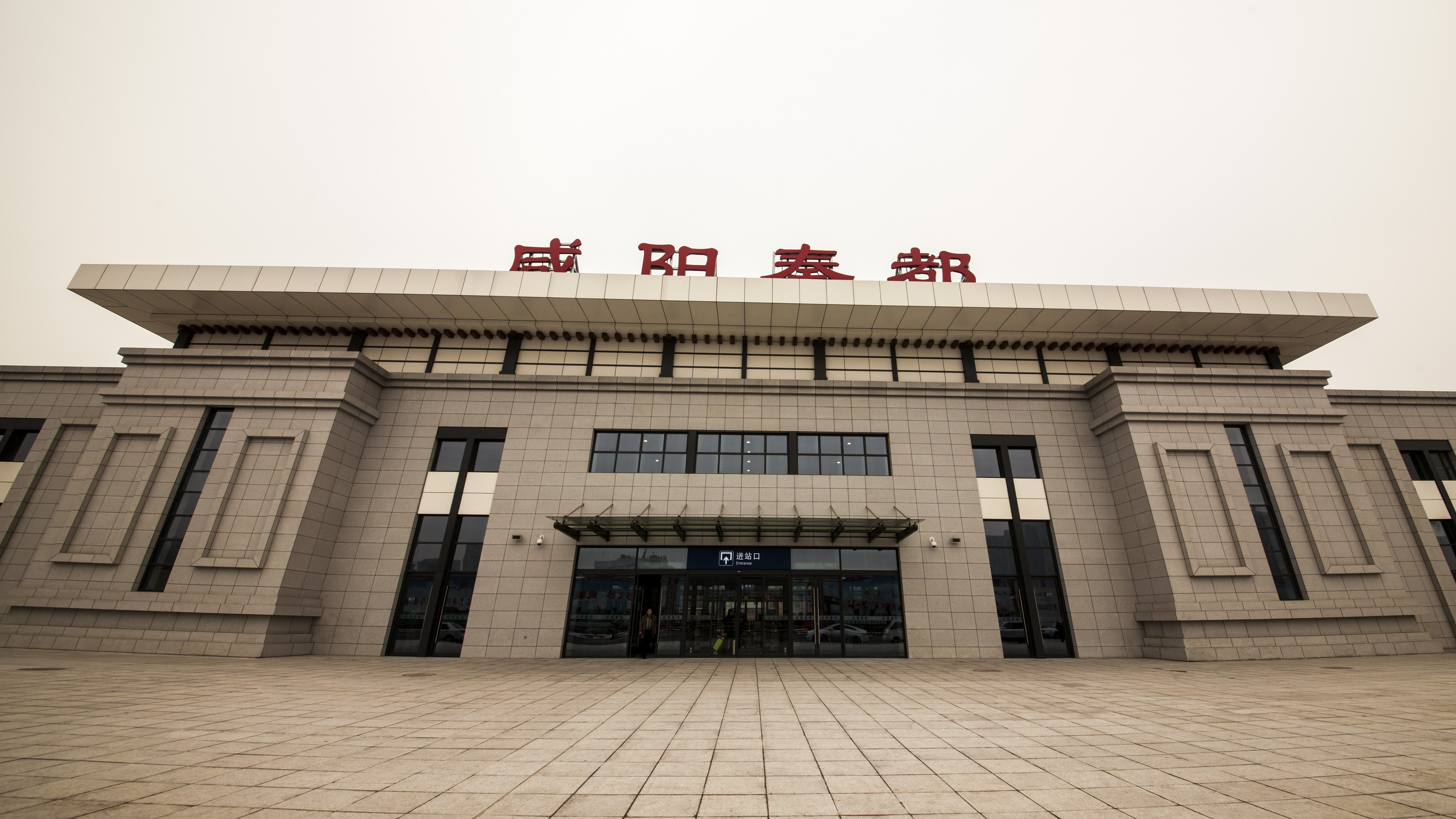
高速场更名前的站房外观

## 站线配置
车站共设三个站台，其中一个侧式站台和一个岛式站台为高铁站台，两站台间经行徐兰客运专线（上下行正线及两股到发线），另有一侧式站台与岛式高铁站台之间经行陇海铁路（上下行正线及三股到发线）。其中，高速场正线与到发线间距6.5米，普速场正线与到发线间距8.5米。

## 接驳交通
车站南进出站口设有“火车西站”公交车站，北进出站口设有“高铁西站”（原“高铁秦都站”）公交车站。
西安地铁1号线在北广场西侧设咸阳西站，可以通过地铁快速抵达西安市或咸阳城区。

## 延伸阅读
- 陕西省境内的普速高铁混合客运车站还有：
  - 汉中站
- 陕西省境内其他发生站名变更的高速铁路车站还有：
  - 西安西站（原阿房宫站）
- 咸阳市境内其他有西安地铁线路接驳的交通枢纽还有：
  - 西安咸阳国际机场

## 外部連結
- 维基共享资源上的相關多媒體資源：咸阳西站
- 中国铁路客户服务中心（页面存档备份，存于）